# Émile Gaboriau
Pour les articles homonymes, voir Gaboriau.
Étienne Émile Gaboriau, né le 9 novembre 1832 à Saujon et mort le 29 septembre 1873 à Paris 9e, est un journaliste et écrivain français.
Considéré comme le père du roman policier, il a été influencé par Edgar Allan Poe. Son personnage, l’inspecteur Lecoq, a influencé Conan Doyle pour la création de Sherlock Holmes.

## Biographie
Fils de Charles Gaboriau, receveur de l’Enregistrement et des Domaines, et de Stéphanie Magistel, Émile a connu une enfance marquée par les déménagements, au gré des mutations de son père. Après Saujon, il y a Saint-Pierre d'Oléron puis La Rochelle, Tarascon et Saumur. Peu intéressé par ses études ou éprouvant des difficultés, Gaboriau ne se présente pas au baccalauréat après avoir connu le collège de Tarascon puis le pensionnat du Petit Séminaire d'Aix-en-Provence et le collège de Saumur.
Au sortir du collège, son père le fait entrer comme élève dans une étude de notaire. Se sentant pris d’une telle aversion pour la carrière qu’on voulait lui faire suivre, il s’engage dans la cavalerie, en Afrique, en 1851, pour sept ans. Devenu maréchal des logis-chef, il résilie son contrat, à la mort de sa mère, en 1853.
Il monte à Paris, avec l’idée depuis longtemps arrêtée de tenter la fortune des lettres, contre le gré de son père et, brouillé avec toute sa famille. Pour vivre, il tient un emploi de commis chez un ami tenant un roulage, dans le quartier de la Porte-Saint-Martin, travail des plus modestes qui lui rapporte cent francs par mois. Exerçant à nouveau divers métiers, il est successivement secrétaire d'un chimiste anglais puis d'un magistrat, donne des cours de latin et reprend ses études de droit et de médecine.
Le soir, il faisait des chansons et des devises pour les confiseurs. Pendant deux ans, il est le fournisseur attitré de la rue des Lombards, dont son patron camionnait les caisses. Un quatrain en l’honneur de Paul Féval, publié par ses soins dans un petit journal, le met en relation avec le célèbre romancier, dont il devient le secrétaire. Servant à l’occasion de prête-plume à son employeur, Gaboriau apprend les règles de l’écriture romanesque et entre, grâce à lui, en relation avec diverses personnalités du monde des gens de lettres et de l’édition.
À partir de 1858, pour augmenter son petit budget, il collabore, à ses moments perdus, au Tintamarre et à la Vérité, comme chroniqueur littéraire. Commerson l’ayant pris en amitié, ils écrivent ensemble une parodie du Faust de Gounod, intitulée le Faux Faust, créée au théâtre des Folies-Nouvelles, le 20 novembre 1858, avec le mime Paul Legrand dans le rôle principal. À l’époque de la guerre d’Italie, le libraire Victor Havard le retire de sa maison de commerce, pour l’attacher au Journal de la guerre qu’il vient de créer, et qui s’est vendu pendant un certain temps à un nombre considérable d’exemplaires.
Après la mort de Havard, il fait son entrée en littérature en s'essayant au roman humoristique, avec les Cotillons célèbres, grand ouvrage de compilation, qui devait inaugurer la Bibliothèque de l’amour et de la galanterie, pour le compte de l’éditeur Julien Lemer, et à laquelle ont collaboré Challamel, A. Lanneau-Rolland, Mlle Duckett et Paul Mahalin. Il publie ensuite les Comédiennes adorées ; puis il prend pour sujet la marquise de Brinvilliers comme sujet dans Les Amours d’une empoisonneuse, en 1861, et termine les Petites ouvrières, l’ouvrage commencé par William A. Duckett et interrompu par la mort de ce dernier en 1863.

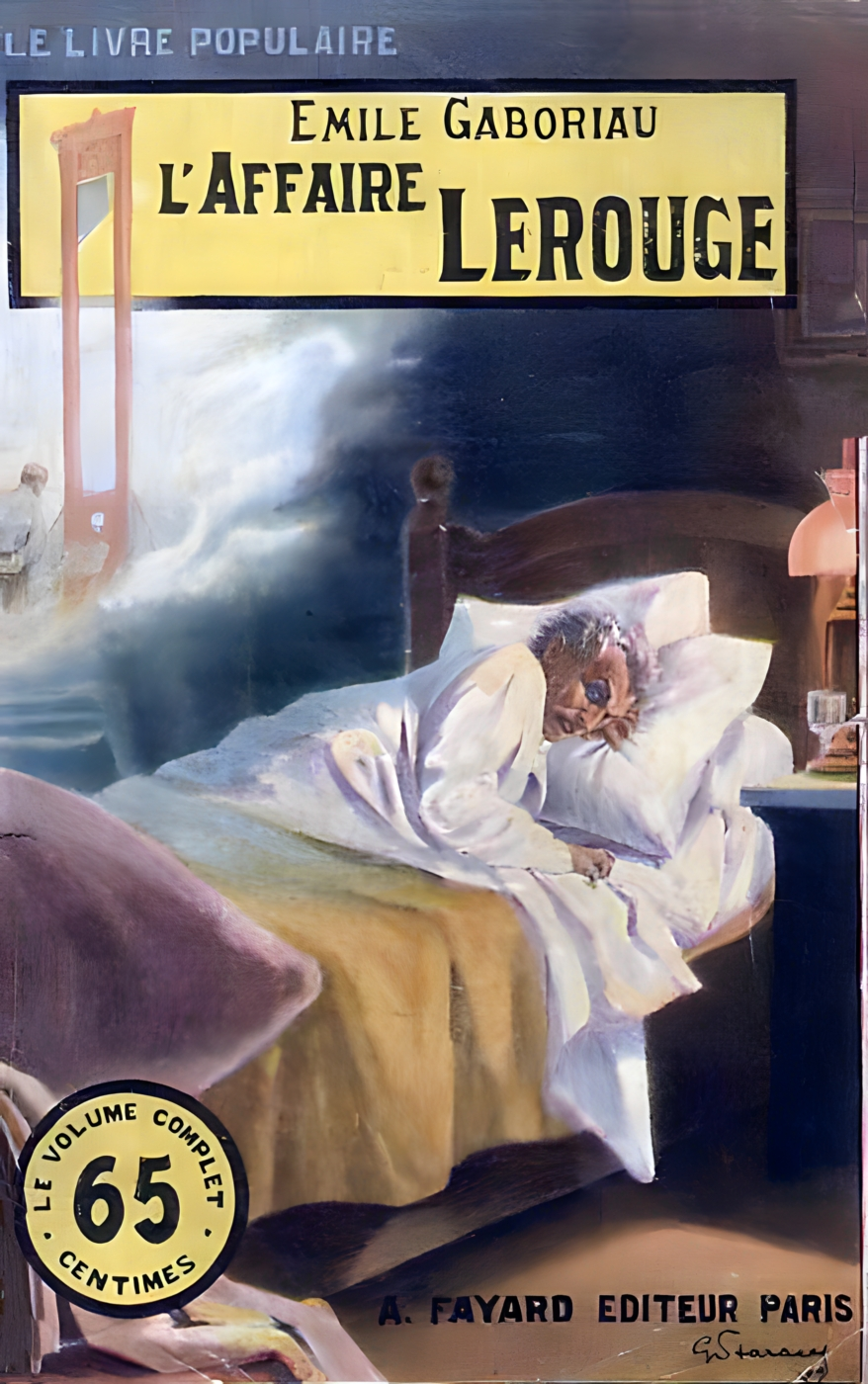
Couverture illustrée par Gino Starace pour une réédition de L'Affaire Lerouge, Paris, Librairie Arthème Fayard, collection « Le Livre populaire », no 53, septembre 1909.

Paru plus tard, le 13e Hussards, issu de ses souvenirs de bivouac, et pour lequel il a eu plusieurs collaborateurs, a obtenu un succès colossal durable, atteignant vingt-trois éditions en 1879. En revanche, les Gens de bureau ont eu moins de vogue, quoique réédités en 1876. Son premier roman d’action, intitulé les Mariages d’aventure, inaugure une nouvelle manière, néanmoins encore éloignée de ce qu’il fera plus tard. C’est dans une série de Contes fantastiques, dans le genre d’Edgar Allan Poe et de Charles Barbara, composée entretemps, que se trouve en germe le nouveau genre littéraire qu’il va créer, le roman judiciaire, qu’il développe ensuite d’après les conseils de Lemer, et dont la publication en feuilleton obtiendra un grand succès.

La naissance du roman judiciaire ne doit rien au hasard. Un soir d’aout 1857, Gaboriau, qui habitait une mansarde à l’hôtel du Pont-Saint-Michel, avait annoncé à ses trois colocataires, Grandguillot, depuis rédacteur en chef du Constitutionnel, Paul Mahalin et Mathieu de Monter, que Madame Bovary qui venait d’obtenir un grand succès, ne s’adressait qu’à une certaine classe de la société, et que le temps viendrait bientôt où les journaux se débitant à un sou, il se formerait une nouvelle couche de lecteurs, pour lesquels il faudrait écrire des romans spéciaux, dans le genre d’Alexandre Dumas et de Frédéric Soulié en rapetissé. 

« Et savez-vous qui écrira ces romans-là ? Ce sera moi, affirme Gaboriau. Retenez bien ce que je vous dis : le jour où le journal à un sou sera réellement fondé, je gagnerai trente mille francs par an. »

En novembre 1862, Paul Féval ayant créé son journal hebdomadaire le Jean-Diable, il l'appelle près de lui comme secrétaire de la rédaction. Gaboriau complète le journal par des articles de genre, et va à Poissy corriger les épreuves et surveiller le tirage. Le Jean-Diable ayant cessé son existence en aout 1863, Gaboriau passe au Pays, où il rédige, tantôt sous son nom, tantôt sous celui d’Auguste Voiseux, des chroniques quotidiennes pleines d’humour, de verve et d’esprit. En 1865, il fait accepter à ce journal l'Affaire Lerouge, un roman-feuilleton, qui marque la naissance du roman judiciaire. Malgré son autorité politique, le Pays, qui servait de journal officieux au régime bonapartiste sous le Second Empire, plus occupé de polémique que de romans, n’a jamais eu un très grand nombre de lecteurs. Publié en feuilleton dans le Pays en 1865, l’Affaire Lerouge est passé inaperçu. Cependant, il y avait à la tête de la rédaction du journal le Soleil, alors annexe du Petit Journal,  Eugène Chavette, lui-même romancier. Pressentant, à la lecture l’Affaire Lerouge, l’avènement d’un nouveau genre littéraire, il entre en contact avec Gaboriau et acquiert le droit de reproduction de son œuvre. Repris en 1866 dans le Soleil, l’Affaire Lerouge remporte un immense succès.
Avec l’Affaire Lerouge, Gaboriau fait émerger d’un nouveau public. La fondation du quotidien à un sou, et avec lui d’un nouveau public populaire, qu’il prédisait, en 1857, s’est accomplie, avec Le Petit Journal. Ses débuts n’échappent pas à son directeur, Moïse Polydore Millaud, qui retient l'exclusivité des romans de Gaboriau pour dix-huit mille francs par an. Cette coopération permet à Gaboriau de bénéficier des rouages de la réclame pour accéder à la notoriété. Ses feuilletons seront, par la suite, publiés en volumes chez Édouard Dentu.

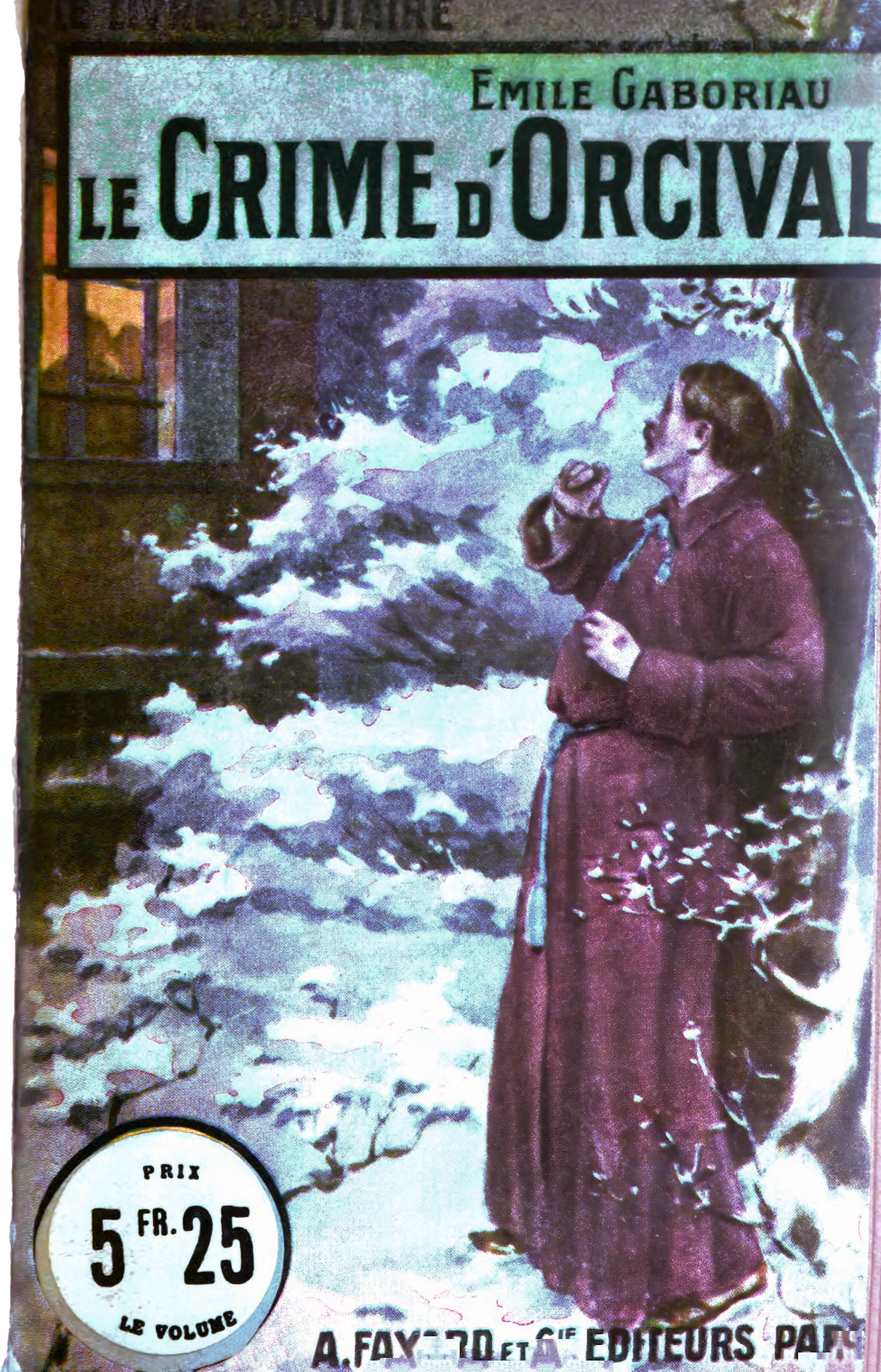
Couverture illustrée par Gino Starace pour une réédition du roman Le Crime d’Orcival, Paris, Librairie Arthème Fayard, collection « Le Livre populaire », no 98, 1913.

Après le très grand succès de l’Affaire Lerouge, qui atteindra sa 9e édition. dès 1870, Gaboriau écrit un autre roman pour le Soleil : le Crime d'Orcival, et devient le feuilletoniste en titre du Petit Journal. Après le Pays, il entre ensuite à la Situation, dirigée par un de ses amis Antoine Grenier. Sa réputation, ainsi que sa fortune, étaient faites. Ces deux romans et les suivants, le Dossier nº 113, Monsieur Lecoq, les Esclaves de Paris, la Vie infernale, la Corde au cou pivotent tous autour d'un juge d'instruction et d’un agent de la police de sûreté. Dès son premier roman judiciaire, Gaboriau met en scène le Père Tabaret, dit Tirauclair, un ancien employé du Mont-de-Piété, qui faisant de la police pour son plaisir, et introduit l'agent de la sécurité Monsieur Lecoq, qui deviendra un commissaire célèbre et le personnage principal des romans suivants. Ce dernier s’inspire des Mémoires de l’ancien chef de la sûreté, François Vidocq, qui ont influencé nombre d’histoires policières, mais également de ceux de ses successeurs, comme Louis Canler.
Pour construire le personnage de Lecoq, Gaboriau s’est éloigné des conventions. Lecoq a reçu une bonne et solide éducation, il a fait son droit, avant d’entrer dans la police par nécessité financière. Il aurait pu être malhonnête, car l’astronome chez lequel il était employé lui a dit : « Quand on a vos dispositions et qu’on est pauvre, on devient un voleur fameux ou un illustre policier. Choisissez. » Lecoq n’a pas non plus l’air d’un policier et, comme Vidocq, il n'hésite pas à se travestir pour ne pas se faire repérer en tant que tel. Doté des capacités déductives hors normes du Chevalier Dupin d'Edgar Allan Poe, il ne ne compte pas sur son flair ou son instinct pour résoudre les énigmes mais, à la différence de ce dernier, il n'est pas non plus un pur logicien. Il possède également un certain bon sens, qui le rapproche de son lecteur. Là où Dupin raisonnait en mathématicien, Gaboriau anime et individualise ses personnages, les fait dialoguer, multipliant les incidents et créant une action intéressante et insufflant la vie. Edgar Poe est le créateur scientifique du genre policier, Gaboriau y a ajouté l’élément littéraire:328.
Les romans policiers de Gaboriau font pénétrer l'intrigue dans les milieux sociaux, qu'ils décrivent d'une manière qu'on peut qualifier de « naturaliste ». En cela, l'influence de Gaboriau sur le roman policier français reste très importante. Ses analyses psychologiques très fines (Le Crime d'Orcival) ont inspiré jusqu'à Georges Simenon. Tout en reconnaissant à Gaboriau le don d'intéresser et d'émouvoir, Piette Larousse lui reproche néanmoins de presque toujours dénouer d'une manière assez faible les fils qu'il avait si bien enchevêtrés. Un suicide, une mort subite, une disparition mystérieuse mettent trop souvent fin dans ses romans à une situation inextricable, et montrent l'impuissance de l'auteur à satisfaire complètement la curiosité qu'il avait éveillée.

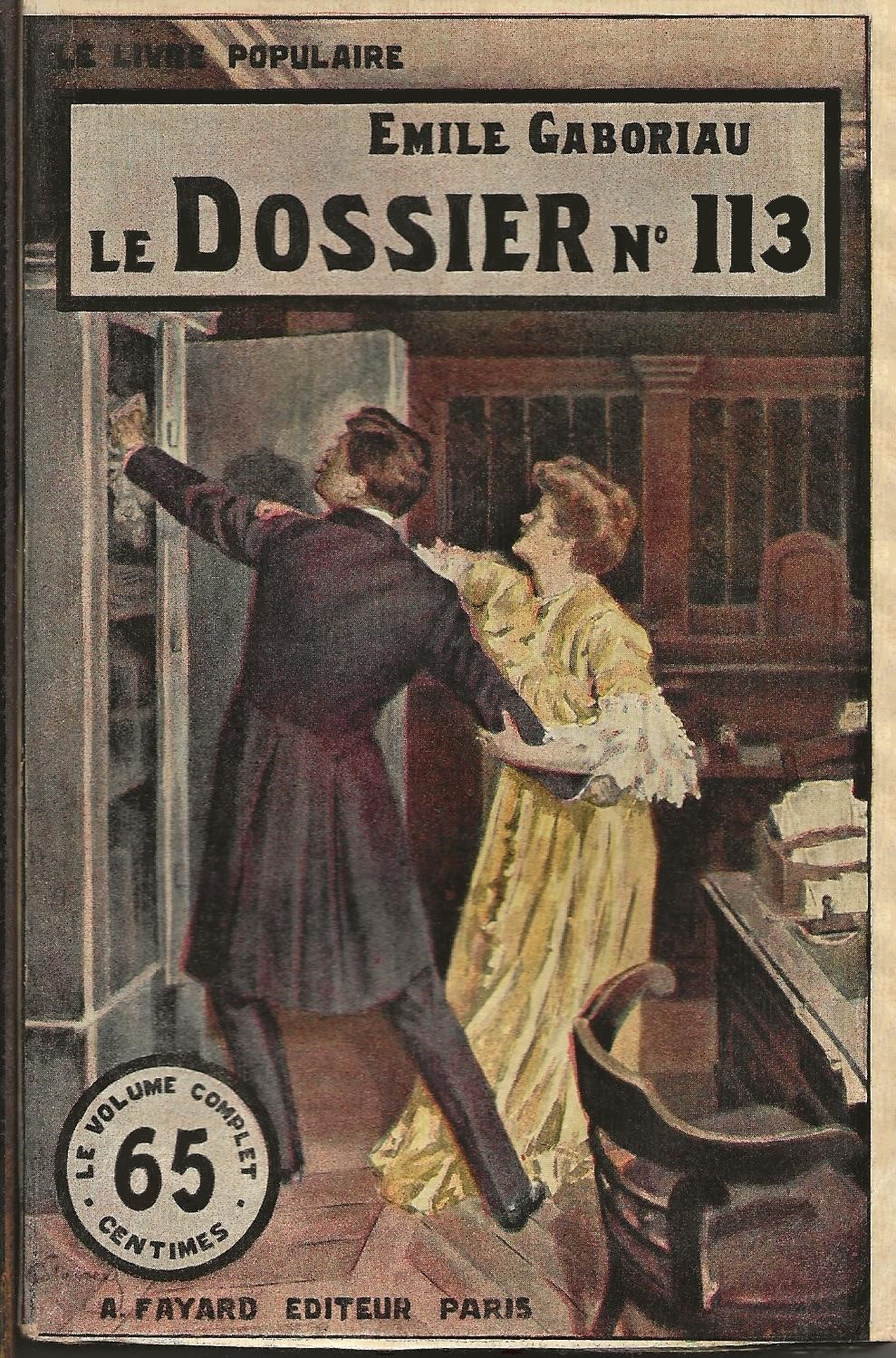
Couverture illustrée par Gino Starace pour une réédition du roman Le Dossier nº 113, Paris, Librairie Arthème Fayard, collection « Le Livre populaire », no 15, juillet 1906.

Gaboriau avait dit vrai : le journal à un sou devait un jour lui rapporter trente mille francs par an. La production vraiment policière de Gaboriau tient tout entière en quelques années, entre 1866 et 1869. Les ouvrages publiés dans la suite La Vie infernale (1870) La Clique dorée (1871, L’Argent des autres, La Dégringolade (1874) n’ont guère de policier que le décor et les personnages. La Corde au cou (1873) est en principe un roman policier, mais la détection y tient peu de place:503. Il méditait néanmoins un changement de paradigme dans son écriture romanesque. Dans ses derniers temps, excessivement préoccupé des cadres nouveaux à aménager au roman-feuilleton, il trouvait que le genre policier, qui lui avait valu ses plus grands succès, était fini. Il voulait rompre avec l'improvisation du feuilleton quotidien et de publier une œuvre véritablement littéraire au style très soigné, où il ne se serait pas astreint à la division par chapitres d'égale longueur, comme dans ses romans publiés en feuilleton. Il voulait appliquer aux sentiments intimes le système d'investigation qui avait fait son succès dans la peinture des situations dramatiques. Le carnet sur lequel il notait toutes ses pensées portait le plan très complet d’une étude à laquelle il avait donné le titre de Ninette Suzor, une actrice parisienne égarée au milieu de la société provinciale, qui aime, et qui souffre. Il caressait cette idée fixe depuis ses premiers succès. Il avait même lu le plan de Ninette Suzor à quelques amis, et notamment à l’éditeur Dentu, qui lui avait prédit toute la réussite qu’il pouvait en espérer.
Après avoir successivement habité la rue Saint-Jacques, le quai Saint-Michel, la rue de l'Université, les Batignolles, il vivait retiré dans un gite élégant, rue Notre-Dame-de-Lorette, où s’est achevée sa vie. De santé fragile, il meurt subitement, en se levant, le matin de son retour des Pyrénées, d'une embolie pulmonaire. À l’issue de ses obsèques à la Sainte-Trinité, il a été inhumé à Jonzac, ville où son père avait pris sa retraite, et qui apparait dans son œuvre sous le nom de Sauveterre.
Il a laissé en portefeuille une comédie inachevée, en quatre actes, avec Julien Lemer. Les deux collaborateurs s'étant fâchés, ils se sont entêtés chacun de son côté à ne pas la terminer. Il laisse encore, en collaboration avec le même Julien Lemer, une opérette non terminée, intitulée : Hugolin, restaurateur. Enfin, il a fait répéter jadis au théâtre des Folies-Nouvelles une opérette en un acte, intitulée : la Rôtie au vin, paysannerie, qui a été interdite par la censure. Hostein a tiré un drame, en 1872, de l’Affaire Lerouge. Alphonse Pagès et A. d’Albert ont tiré de Monsieur Lecoq, un drame en 2 époques et 10 tableaux, l’Honneur du nom, joué au théâtre Beaumarchais, le 5 novembre 1869.

## Jugements
« Sans être un écrivain du premier ordre, il savait écrire, et son style a toujours de la correction et du nerf, qualités généralement négligées dans les feuilletons. »

« Le dédain du mouvement parisien, il le portait jusque dans son costume, empreint d’une excentricité qui n’était peut-être pas exempte de recherche et de coquetterie. Je ne l’ai pas vu, pour ma part, autrement vêtu que d’une grande redingote à parements de velours, d’un gilet à la Robespierre, d’une cravate en foulard blanc négligemment nouée autour du cou, d’un feutre calabrais, et d’un pantalon à la hussarde ou d’une culotte collante emprisonnée dans de grandes bottes à l’écuyère. Ce pantalon à la hussarde et ces bottes à l’écuyère étaient un souvenir du régiment. »

## Adaptations
Son roman Monsieur Lecoq (1869) a été adapté au cinéma sous le même titre par Maurice Tourneur en 1914 et à la télévision dans une série télévisée portant également le même titre et diffusée par la Société Radio-Canada pendant la saison 1964-1965. Il a aussi été adapté en 1974 par Antenne 2 dans la série Les Grands Détectives avec Gilles Ségal dans le rôle de Monsieur Lecoq.

## Romans
- L'Ancien Figaro : études satiriques tirées du journal Le Figaro, préface et commentaires d'Émile Gaboriau, Paris, Édouard Dentu, 1861, 355 p., in-18 (OCLC 9144967, BNF 32137360, lire en ligne sur Gallica).
- Les Cotillons célèbres, Paris, Édouard Dentu, 1861 (OCLC 1435600018, lire en ligne sur Gallica).
- Le 13e Hussards, Paris, Édouard Dentu, 1861, 318 p., in-16 (OCLC 7270514, BNF 30472379, lire en ligne).
- Mariages d'aventure : comprenant Monsieur J.-D. de Saint-Roch ambassadeur matrimonial et Promesses de mariage, Paris, Édouard Dentu, 1862, 284 p., in-18 (OCLC 43912332, BNF 30472367, lire en ligne sur Gallica).
- Les Gens de bureau, Paris, Édouard Dentu, 1862, 460 p. (OCLC 1176604252, BNF 30472363, lire en ligne).
- Les Comédiennes adorées, Paris, Édouard Dentu, 1863, 310 p., in-18 (OCLC 1501114881, lire en ligne sur Gallica).
- L’Affaire Lerouge (ill. Theodore Alexander Weber), Paris, Édouard Dentu, 1869, 196 p., Gr. in-8º (OCLC 763622204, lire en ligne sur Gallica).
- Le Crime d’Orcival, Paris, Édouard Dentu, 1867, 401 p., in-18 (OCLC 1176842439, BNF 30472353, lire en ligne sur Gallica). — Paru, comme les romans suivants, dans Le Petit Journal.
- Le Dossier nº 113, Paris, Édouard Dentu, 1867, 487 p., in-18 (OCLC 1143136712, lire en ligne sur Gallica).
- Les Esclaves de Paris, t. 1. Le Chantage t. 2 Le Secret des Champdoce, Paris, Édouard Dentu, 1868, 514 p., 2 vol. (OCLC 8618236, lire en ligne).
- Monsieur Lecoq, t. 1 L’Enquête t. 2. L’Honneur du nom, Paris, Édouard Dentu, 1869, 440 ; 584, gr. in-8º (OCLC 84019713, lire en ligne).
- La Vie infernale, t. Pascal et Marguerite, t. 2 Lia d'Argelès, Paris, Édouard Dentu, 1870, 2 vol. in-16 (OCLC 7270534, lire en ligne).
- La Dégringolade, t. 1 Un mystère d’iniquité t. 2 Les Maillefert, Paris, Édouard Dentu, 1872, 586 ; 562, 2 vol. in-8º (OCLC 985617562, lire en ligne).
- La Clique dorée, Paris, Édouard Dentu, 1871, 582 p. (BNF 30472341, lire en ligne).
- La Corde au cou, Paris, Édouard Dentu, 1873, 489 p., 18 cm (BNF 30472347, lire en ligne).
- L'Argent des autres, t. 1 Les Hommes de paille, t. 2 La Pêche en eau trouble, Paris, Édouard Dentu, 1873, 2 vol. (OCLC 1516247568, lire en ligne)
- Le Petit Vieux des Batignolles (nouvelle posthume publiée en un volume avec les cinq autres nouvelles suivantes), Paris, Édouard Dentu, 1876, 324 p., 12 cm (BNF 30472376, lire en ligne) :
  - Une disparition.
  - Maudite Maison.
  - Casta vixit.
  - La Soutane de Nessus.
  - Bonheur passe richesse.
- Le Capitaine Coutanceau, Paris, Édouard Dentu, 1878, 301 p., in-16 (OCLC 37685101, BNF 30472339, lire en ligne sur Gallica). — publication posthume.
- Les Amours d'une empoisonneuse, Paris, Édouard Dentu, 1881, 337 p., in-18 (OCLC 551252541, BNF 30472329, lire en ligne sur Gallica).
- Une disparition et autres nouvelles, Paris, éditions Manucius, 2022 (recueil de 12 nouvelles - dont plusieurs inédites - : Le Roman d'un tambour, La Soutane de Nessus, Monsieur J.-D. de Saint-Roch, Promesses de mariage, Bonheur passe richesse, Maudite Maison, Casta vixit, Une pieuvre, Deux Gazetiers, Éducation parlementaire, Le Petit Vieux des Batignolles, Une disparition)  (ISBN 978-2-84578-780-3).